# ジャン＝バティスト・レシェノー・ド・ラ・トゥール

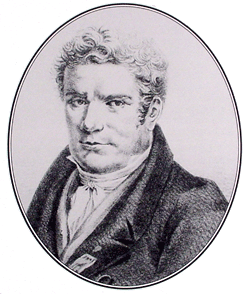
Jean Baptiste Leschenault de la Tour.

ジャン＝バティスト・レシェノー・ド・ラ・トゥール（Jean-Baptiste Louis Claude Théodore Leschenault de La Tour、1773年11月13日 - 1826年3月14日）はフランスの植物学者、鳥類学者である。

## 略歴
シャロン＝シュル＝ソーヌに生まれた。ディジョンの判事であった父親の死の後、1798年にパリに出た。1800年から1803年まで行われた、ニコラ・ボーダンが指揮するオーストラリア沿岸を調査する探検隊の植物学者に選ばれた。1801年と1802年に多くの植物を集めたが、ボーダンは庭師出身の少年、Antoine Guichenotと比較してその働きを低く評価していた。1803年4月に病気のため、ティモールで帰国する探検艦隊から離れ、その後の3年間はジャワ島で過ごし、ジャワ島の植物を調査した。それまで、ジャワ島の植物はカール・ツンベルクが短期間訪れて調査しただけで、レシェノーによって初めて本格的な調査が行われた。1807年7月に植物と多くの鳥類の標本をもって帰国した。鳥類の標本については動物学者のジョルジュ・キュヴィエが研究した。
ナポレオン戦争が終わった後、1816年5月に植物収集のためにインドに渡り、インド東海岸のポンディシェリに植物園を開いた。イギリスの許可を得て、マドラス、ベンガル、セイロンを旅し、多くの有用植物や種子を栽培試験のためにレユニオン島に送った。それらの中には2種のサトウキビや6種の綿花などがあった。1822年にフランスに帰国し、レジオンドヌール勲章を受勲した。
帰国後まもなく、南米に渡り、ブラジル、スリナム、フランス領ギアナを旅し、カイエンヌに茶の栽培を導入した。病気のため8ヶ月の滞在で帰国せねばならなかった。
レシェノー自身の著作は少ないが、収集した植物はその後、エメ・ボンプラン、ルネ・デフォンテーヌ、アントワーヌ・ローラン・ド・ジュシュー、ジャック＝ジュリアン・ラビヤルディエール、エティエンヌ・ピエール・ヴァントナらによって研究された。
オオメダイチドリ（Charadrius leschenaultii）など多くの鳥類の種に献名されている。クサトベラ科の植物の属名、レケナウルティア（Lechenaultia、命名者が"s"を抜かした形で発表したとされる）もレシェノーに献名された。